# 马里尼莱勒莱
马里尼莱勒莱（法語：Marigny-lès-Reullée，法語發音：[maʁiɲi lɛ ʁøle]）是法国科多尔省的一个市镇，属于博讷区。

## 地理
马里尼莱勒莱（46°59'51"N, 4°57'50"E）面积10.02 平方千米，位于法国勃艮第-弗朗什-孔泰大區科多尔省，该省份为法国中东部省份，北起奥布省，西接涅夫勒省和约讷省，南至索恩-卢瓦尔省，东南接汝拉省，东临上索恩省，东北部与上马恩省接壤。
与马里尼莱勒莱接壤的市镇（或旧市镇、城区）包括：维利莱穆蒂耶、吕费莱博讷、科尔伯龙、科尔让古、默尔桑日。

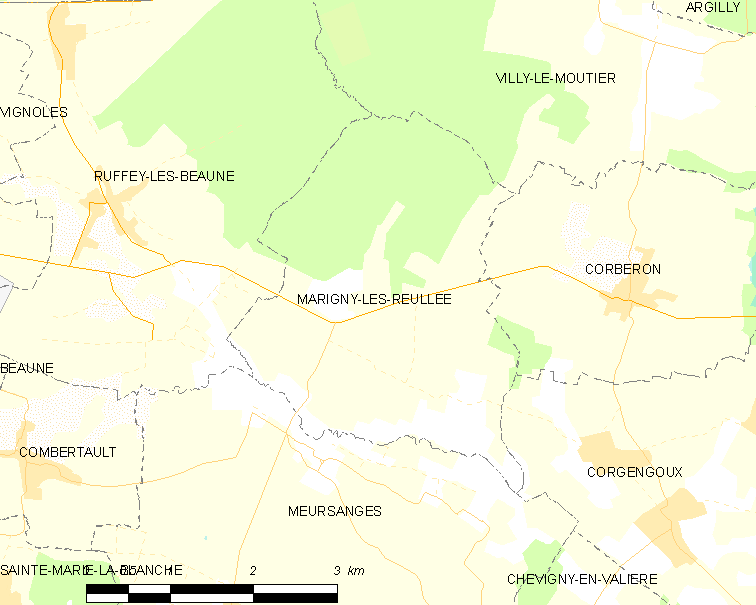
马里尼莱勒莱的OSM定位图

马里尼莱勒莱的时区为UTC+01:00、UTC+02:00（夏令时）。

## 行政
马里尼莱勒莱的邮政编码为21200，INSEE市镇编码为21387。

## 政治
马里尼莱勒莱所属的省级选区为拉杜瓦-塞里尼县。

## 人口

1962-2008年间马里尼莱勒莱人口变化图示

马里尼莱勒莱于2022年1月1日时的人口数量为214人。